# Svezia ai XVI Giochi olimpici invernali
La Svezia partecipò ai XVI Giochi olimpici invernali, svoltisi ad Albertville, Francia, dall'8 al 23 febbraio 1992, con una delegazione di 73 atleti impegnati in nove discipline.